# Факел (ядерный взрыв)
«Факел» — промышленный ядерный взрыв на территории Украинской ССР, произведённый 9 июля 1972 года в 3 км от села Крестище Красноградского района Харьковской области с целью закрытия аварийного газового выброса. Энерговыделение взрыва — 3,8 килотонн.

## Предыстория
В 1970 году неподалёку от села Крестище было обнаружено мощное газоконденсатное месторождение, запасы которого оценивались в 700 миллиардов кубометров природного газа. Уже к концу 1971 года на его территории действовало 17 буровых скважин.
В июле 1971 г. при бурении новой скважины из неё неожиданно произошёл выброс газоконденсата. Давление газа было аномальным и достигало около 400 атмосфер. Напором выброса с верхней площадки буровой вышки были сброшены на землю два инженера, которые, упав с высоты более 30 м, погибли. Прекратить выброс газа не удавалось в течение суток и для предотвращения случайного возгорания и взрыва было принято решение поджечь скважину. Факел пламени поднимался на высоту несколько десятков метров; погасить его не удавалось около года. Весь буровой комплекс был постепенно поглощён образовывавшимся огромным провалом. Учитывая положительный результат в применении ядерного взрыва при тушении газового факела, горевшего в течение трёх лет на месторождении Урта-Булак в Узбекской ССР (1966 год), учёные предложили забить аварийную скважину при помощи ядерного взрыва.

## Подготовка к взрыву
Постановление о применении промышленного ядерного взрыва для остановки газового фонтана было подписано лично Леонидом Брежневым и Алексеем Косыгиным. Выполнение взрыва поручили Министерству среднего машиностроения. Ни одна из воинских частей, дислоцированных в УССР, не была привлечена для выполнения спецзадания. Охрану местности вокруг факела выполняли войска КГБ и подразделения МВД из Москвы. Все участники эксперимента дали подписку о неразглашении в течение 15 лет.
Подготовка к взрыву заняла четыре месяца и проходила в обстановке строжайшей секретности. К середине лета 1972 года подготовительные работы в районе горящей скважины были завершены. Сбоку аварийной колонны пробурили наклонную скважину длиной 2400 м и поместили в неё цилиндрический спецзаряд — ядерное взрывное устройство. Прилегающая к факелу территория была разделена на три кольцевые зоны радиусом 3, 5 и 8 км. Внутреннее кольцо радиусом 400 м от эпицентра будущего взрыва огородили как особую зону и засыпали слоем речного песка толщиной 20 см. На границе каждой из зон поместили подопытных животных — кур, коз и ульи с пчёлами. На расстоянии 400—500 метров от скважины начиналось село Первомайское, где в то время проживало около 400 человек. За час до взрыва всех жителей временно эвакуировали в село Крестище, находящееся от эпицентра на расстоянии 2 км. Трасса Москва — Симферополь пролегала на расстоянии 8 км. Были перекрыты все системы водоснабжения и отключены электросети.

## Взрыв
9 июля 1972 года, ровно в 10 часов утра по местному времени было взорвано ядерное устройство мощностью 3,8 кт, заложенное на глубине 2483 м. Через 20 секунд из кратера вокруг скважины на высоту около 1 км вырвался мощный газовый фонтан, смешанный с породой, через минуту образовалось грибообразное облако.

## Последствия
Эксперимент не увенчался успехом — закрыть выброс с помощью взрыва не удалось. Люди вернулись в село через 30 минут после взрыва.
Газовый факел потушили через несколько месяцев стандартными методами — раскапыванием скважины. В течение нескольких месяцев был вырыт кольцевой карьер шириной 400 и глубиной 20 метров. Окончательно затушить пламя и перекрыть скважину удалось только в июле 1973 года.